# Campeonato Acreano 1991
In 1991 werd het 62ste Campeonato Acreano gespeeld voor clubs uit de Braziliaanse staat Acre. De competitie werd georganiseerd door de Federação de Futebol do Estado do Acre en werd gespeeld van 2 juli tot 11 oktober. Atlético werd kampioen. 

## Eerste toernooi
| Plaats | Club          | Wed. | W | G | V | Saldo | Ptn. |
| ------ | ------------- | ---- | - | - | - | ----- | ---- |
| 1.     | Rio Branco    | 5    | 4 | 1 | 0 | 8:1   | 9    |
| 2.     | Atlético      | 5    | 2 | 3 | 0 | 7:3   | 7    |
| 3.     | Andirá        | 5    | 2 | 1 | 2 | 6:2   | 5    |
| 4.     | Independência | 5    | 2 | 1 | 2 | 5:8   | 5    |
| 5.     | Juventus      | 5    | 0 | 3 | 2 | 1:3   | 3    |
| 6.     | Vasco da Gama | 5    | 0 | 1 | 4 | 2:12  | 1    |

|  | Geplaatst voor finaleronde |

## Tweede toernooi
| Plaats | Club          | Wed. | W | G | V | Saldo | Ptn. |
| ------ | ------------- | ---- | - | - | - | ----- | ---- |
| 1.     | Atlético      | 5    | 3 | 2 | 0 | 10:3  | 8    |
| 2.     | Juventus      | 5    | 2 | 3 | 0 | 9:2   | 7    |
| 3.     | Rio Branco    | 5    | 2 | 3 | 0 | 7:1   | 7    |
| 4.     | Andirá        | 5    | 0 | 4 | 1 | 2:4   | 4    |
| 5.     | Vasco da Gama | 5    | 1 | 1 | 3 | 5:17  | 3    |
| 6.     | Independência | 5    | 0 | 1 | 4 | 6:12  | 1    |

|  | Geplaatst voor finaleronde                        |
|  | Geplaatst voor finaleronde als beste niet-winnaar |

## Finaleronde
| Plaats | Club       | Wed. | W | G | V | Saldo | Ptn. |
| ------ | ---------- | ---- | - | - | - | ----- | ---- |
| 1.     | Atlético   | 2    | 1 | 1 | 0 | 4:2   | 3    |
| 2.     | Juventus   | 2    | 1 | 0 | 1 | 2:2   | 2    |
| 3.     | Rio Branco | 2    | 0 | 1 | 1 | 2:4   | 1    |

|  | Kampioen |

### Kampioen
| Campeonato Acreano de 1991   |
| Acre                         |
| ---------------------------- |
| ATLÉTICO Kampioen (6° titel) |